# Comuna de Jeżewo
Jeżewo (polaco: Gmina Jeżewo) é uma gminy (comuna) na Polónia, na voivodia de Cujávia-Pomerânia e no condado de Świecki. A sede do condado é a cidade de Jeżewo.
De acordo com os censos de 2004, a comuna tem 7734 habitantes, com uma densidade 49,6 hab/km².

## Área
Estende-se por uma área de 155,93 km², incluindo:
- área agricola: 36%
- área florestal: 52%

## Demografia
Dados de 30 de Junho 2004:
|                      | Total   | Total | Mulheres | Mulheres | Homens  | Homens |
| -------------------- | ------- | ----- | -------- | -------- | ------- | ------ |
|                      | pessoas | %     | pessoas  | %        | pessoas | %      |
| População            | 7734    | 100   | 3856     | 49,9     | 3878    | 50,1   |
| Densidade (pop./km²) | 49,6    | 100   | 24,7     | 24,7     | 24,9    | 24,9   |

De acordo com dados de 2005, o rendimento médio per capita ascendia a 1820,86 zł.

## Comunas vizinhas
- Dragacz, Drzycim, Osie, Świecie, Warlubie